# Давыдова, Аглая Антоновна
Агла́я Анто́новна Давы́дова, при рождении  Аглае́-Анже́лика-Габрие́ль де Грамо́н (фр. Aglaé-Angélique-Gabriel de Gramont) (17 января 1787 — 21 февраля 1842, Париж) — аристократка и светская львица из французского рода Грамонов, адресат стихотворений А. С. Пушкина.

## Биография
Аглая Антоновна, при рождении Аглае-Анжелика-Габриель де Грамон, была вторым ребёнком и младшей дочерью в семье французского аристократа Антуана-Луи-Мари де Грамона и его супруги Луизы-Габриель-Аглаи де Полиньяк, дочери герцога Армана-Жюля-Франсуа де Полиньяка и Иоланды де Поластрон.
После начала Великой французской революции её семья покинула Францию и, посетив несколько стран Европы, переехала в Митаву, где они остались жить вместе с членами королевской семьи.
В 1804 году, в возрасте 17 лет, вышла замуж за полковника Александра Львовича Давыдова, который в последующие годы был участником Наполеоновских войн, во время которых дослужился до генерал-майора. В браке с Давыдовым у неё было четверо детей: Екатерина (1805—1882), Юлиания (род. и ум. 1807), Елизавета (1810—1882) и Владимир (1816—1886).
Была известной светской красавицей, её описывали как «весьма хорошенькую, ветреную и кокетливую» и имевшую много поклонников, среди которых был молодой поэт А. С. Пушкин, который начал за ней ухаживать, но, как сообщается, был отвергнут Аглаей. После этого Пушкин начал ухаживать за 12-летней старшей дочерью Аглаи и генерала Давыдова Екатериной, а затем написал эпиграмму «s:На А. А. Давыдову» («Иной имел мою Аглаю»).
В 1820-х годах Аглая Антоновна, оставив мужа, вместе с дочерьми уехала во Францию, где прожила последующие годы. После смерти супруга, в 1835 году она вышла замуж за генерала Ораса Себастиани; этот брак был бездетным.
Скончалась в Париже 21 февраля 1842 года в возрасте 55 лет.